# ريكس أنغرام
ريكس أنغرام (بالإنجليزية: Rex Ingram)‏ هو كاتب ونحات ومونتير وكاتب سيناريو ومنتج أفلام ومخرج وممثل أمريكي وأيرلندي، ولد في 15 يناير 1892 في جمهورية أيرلندا، وتوفي في 21 يوليو 1950 بهوليوود في الولايات المتحدة بسبب مرض.

## أعمال

### أفلام
- (1921) القوة القاهرة
- (1924) الطمع
- (1925) بن هور
- (1940) لص بغداد

## وصلات خارجية
- ريكس أنغرام على موقع IMDb (الإنجليزية)
- ريكس أنغرام على موقع تيرنر كلاسيك موفيز (الإنجليزية)
- ريكس أنغرام على موقع أول موفي (الإنجليزية)
- ريكس أنغرام على موقع قاعدة بيانات الأفلام السويدية (السويدية)
- ريكس أنغرام على موقع إن إن دي بي (الإنجليزية)
- ريكس أنغرام على موقع قاعدة بيانات الفيلم (الإنجليزية)
- ريكس أنغرام على موقع كينوبويسك (الروسية)